# Universitatea Națională și Capodistriană din Atena
Universitatea Națională și Capodistriană din Atena (în greacă Εθνικό και Καποδιστριακό Πανεπιστήμιο Αθηνών, Ethnikó ke Kapodistriakó Panepistímio Athinón), menționată de obicei ca Universitatea din Atena, este o universitate publică din Zografou, Atena, Grecia.
Ea a funcționat neîntrerupt de la înființarea sa în anul 1837 și este cea mai veche instituție de învățământ superior a statului grec modern și prima universitate contemporană din estul Mediteranei. Astăzi este una dintre cele mai mari universități din Europa ca număr de înmatriculări, având peste 100.000 de studenți.
Universitatea Națională și Capodistriană din Atena (NKUA) este o parte integrantă a sistemului educațional tradițional al Greciei moderne.

## Istoric

### Înființare și dezvoltare
Universitatea din Atena a fost înființată pe 3 mai 1837 de către regele Otto al Greciei (în greacă Othon) și a fost numită în onoarea lui Universitatea Othoniană (Οθώνιον Πανεπιστήμιον). A fost prima universitate fondată în statul grec liber, precum și în regiunea înconjurătoare din Europa de Sud-Est. Ea a fost, de asemenea, cea de-a doua instituție academică după Academia Ioniană. Universitatea a fost formată inițial din patru facultăți cu următoarele specializări: teologie, drept, medicină și arte (care a inclus științele aplicate și matematica). În primul său an de funcționare, instituția a avut 33 de profesori, care au predat cursuri pentru 52 de studenți și 75 de „auditori” neînmatriculați.

Clădirea istorică a Universității din Atena, proiectată în secolul al XIX-lea de Christian Hansen, văzută în 2014. A fost odată singura clădire a universității, iar acum servește ca rectorat și sală de ceremonie.

Universitatea a fost adăpostită mai întâi în clădirea construită de arhitecții Stamatios Kleanthis și Eduard Schaubert pe versantul de nord al Acropolei, în Plaka, care găzduiește acum Muzeul Universității. În noiembrie 1841 universitatea a fost mutată în clădirea centrală a Universității din Atena, proiectată de arhitectul danez Christian Hansen. El a urmat o abordare neoclasică, „combinând măreția monumentului cu simplitatea umană” și a dat construcției o formă de H. Clădirea a fost decorată de pictorul Carl Rahl, formând celebra „trilogie arhitecturală a Atenei”, împreună cu clădirea Bibliotecii Naționale a Greciei (la stânga universității) și cu clădirea Academiei din Atena (la dreapta universității). Construcția clădirii a început în 1839 într-un loc aflat la nord de Acropole. Aripa frontală, cunoscută, de asemenea, ca Propylaea, a fost finalizată în 1842-1843. Construcția celorlalte aripi, care a fost supravegheată la început de arhitectul grec Lysandros Kaftantzoglou și mai târziu de colegul său, Anastasios Theofilas, a fost finalizată în anul 1864. Clădirea face parte astăzi din ceea ce este numită „Trilogia neoclasică ateniană”.
Universitatea Othoniană a fost redenumită Universitatea Națională (Εθνικόν Πανεπιστήμιον) în 1862, în urma evenimentelor care l-au forțat pe regele Otto să părăsească țara. Mai târziu ea a fost redenumită „Universitatea Națională și Capodistriană din Atena” pentru a-l onora pe Ioannis Kapodistrias, primul șef de stat al statului modern grec independent.
O schimbare majoră în structura universității a apărut în 1904, când Facultatea de Arte a fost împărțită în două facultăți: de Arte (Σχολή Τεχνών) și de Științe (Σχολή Επιστημών), acesta din urmă fiind formată din departamentele de Fizică și Matematică și din Școala de Farmacie. În 1919 a fost adăugat un departament de chimie, iar în 1922 Școala de Farmacie a fost redenumită departament. O nouă schimbare a avut loc atunci când a fost înființată Școala de Stomatologie în cadrul Facultății de Medicină.
Între anii 1895 și 1911 au fost înmatriculați în fiecare an în medie 1.000 de noi studenți, număr care a crescut la 2.000 de studenți la sfârșitul Primului Război Mondial. Această creștere a determinat decizia introducerii examenului de admitere pentru toate facultățile, începând cu anul universitar 1927-1928. Din 1954 numărul de studenți admiși în fiecare an a fost stabilit de către Ministerul Educației și Religiei, la propunerea facultăților.

### Istoria modernă
Din 1911 până în 1932 universitatea a fost divizată în Universitatea Capodistriană (formată din departamentele umaniste; numită după Ioannis Kapodistrias) și Universitatea Națională (departamentele de științe). În 1932 cele două entități separate juridic au fost comasate în Universitatea Națională și Capodistriană din Atena.
În timpul anilor 1960 au început lucrările de construcție ale campusului universitar din suburbia ateniană Ilissia, care adăpostește Școlile de Filosofie, Teologie și Științe.
În 2013 Senatul Universității a luat decizia suspendării tuturor activităților în urma desființării de către Ministerul Educației și Afacerilor Religioase a 1.655 de locuri de muncă administrative de la universitățile din întreaga țară. Într-o declarație, Senatul Universității a spus că „orice activitate educațională, de cercetare și administrativă a Universității din Atena este în mod obiectiv imposibilă”.

## Facultăți și departamente
Universitatea din Atena este împărțită în școli, facultăți și departamente. Principalele diviziuni ale universității sunt numite în limba greacă „σχολές” (școli) și sunt împărțite în „τμήματα” (departamente), subdivizate la rândul lor în „τομείς” (facultăți).
| Școli                                              | Departamente |
| -------------------------------------------------- | --- |

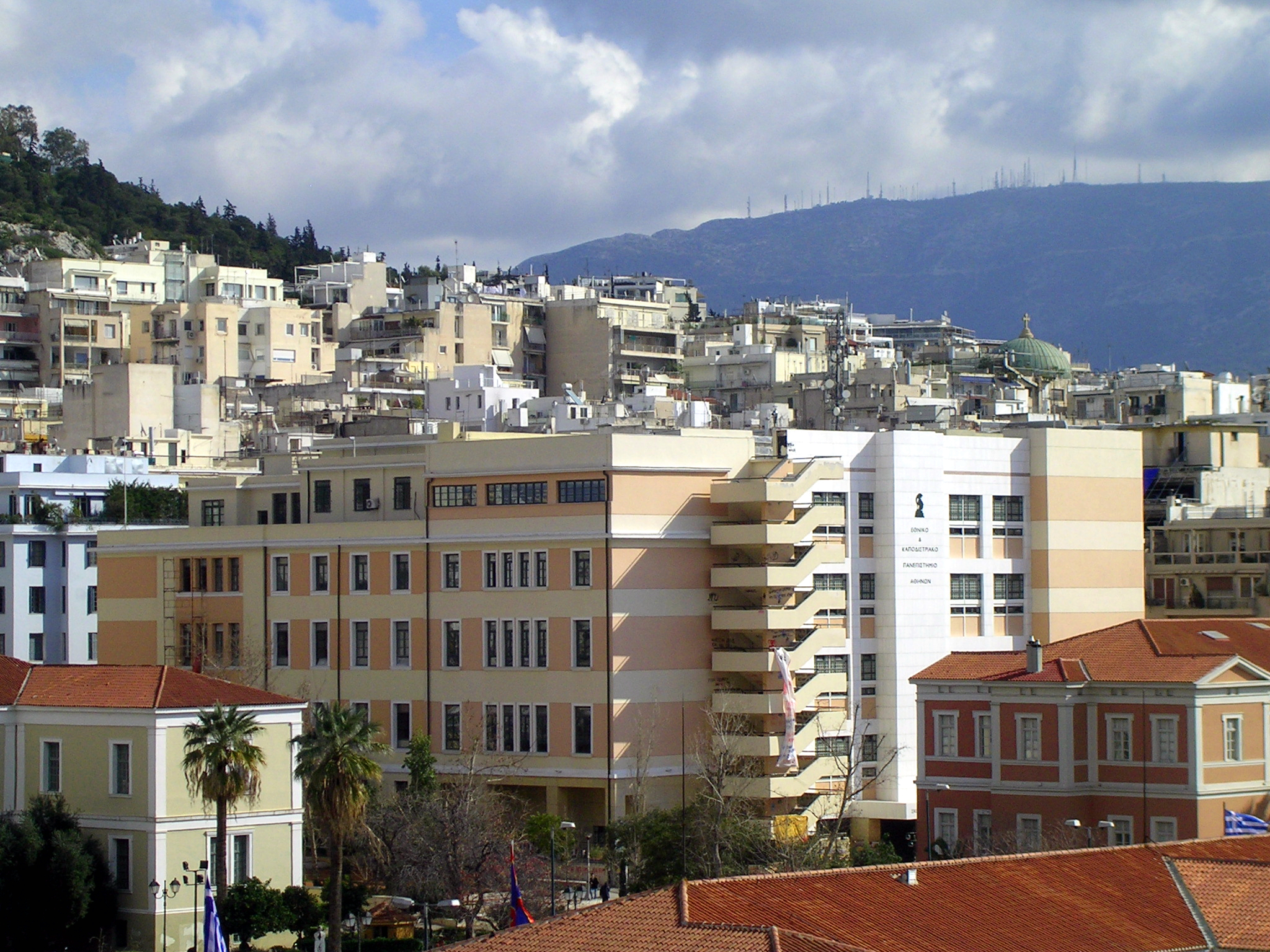
Facultatea de Drept. Clădirea a fost construită inițial prin 1930. Un al doilea corp a fost adăugat în anii 1960. Lucrări extinse de renovare au început în 2002 și au fost finalizate până în 2006.

| Școala de Filosofie                                | - Departamentul de Filologie - Departamentul de Istorie și Arheologie - Departamentul de Psihologie - Departamentul de Filosofie, Pedagogie și Psihologie - Departamentul de Studii Muzicale - Departamentul de Studii Teatrale - Departamentul de Limba și Literatura Engleză - Departamentul de Limba și Literatura Franceză - Departamentul de Limba și Literatura Germană - Departamentul de Limba și Literatura Italiană - Departamentul de Limba și Literatura Spaniolă - Departamentul de Studii Slave |
| Școala de Economie și Științe Politice             | - Departamentul de Economie - Departamentul de Studii ale Comunicării și Mass-Media - Departamentul de Științe Politice și Administrație Publică - Departamentul de Studii Turcești și Studii Asiatice Moderne |
| Școala de Științe Medicale                         | - Departamentul de Stomatologie - Departamentul de Medicină - Departamentul de Asistență Medicală - Departamentul de Farmacie |
| Școala de Științe                                  | - Departamentul de Matematică - Departamentul de Fizică - Departamentul de Informatică și Telecomunicații - Departamentul de Biologie - Departamentul de Chimie - Departamentul de Geologie și Ecologie - Departamentul de Istoria și Filosofia Științei (fosta Facultate de Metodologie, Istorie și Teorie a Științei) |
| Școala de Educație                                 | - Departamentul de Educație Primară - Departamentul de Educație Preșcolară |
| Școala de Drept                                    | - Departamentul de Drept |
| Școala de Teologie                                 | - Departamentul de Teologie - Departamentul de Teologie Socială |
| Școala de Educație Fizică și Științe ale Sportului | - Departamentul de Educație Fizică și Științe ale Sportului |

## Campusuri
| Locație campus         | Școli                                                   | Facultăți independente                                 |
| ---------------------- | ------------------------------------------------------- | ------------------------------------------------------ |
| Ano Ilisia             | Școala de Științe                                       |                                                        |
| Ano Ilisia             | Școala de Teologie                                      |                                                        |
| Ano Ilisia             | Școala de Filosofie                                     |                                                        |
| Ano Ilisia             | Facultatea de Metodologie, Istorie și Teorie a Științei |                                                        |
| Goudi                  | Școala de Științe Medicale                              |                                                        |
| Centrul orașului Atena | Școala de Drept, Economie și Științe Politice           |                                                        |
| Centrul orașului Atena | Facultatea de Studii ale Comunicării și Mass-Media      |                                                        |
| Centrul orașului Atena | Facultatea de Educație Primară                          |                                                        |
| Centrul orașului Atena | Facultatea de Educație Preșcolară                       |                                                        |
|                        | Facultatea de Studii Slave                              |                                                        |
|                        | Facultatea de Studii Asiatice Moderne și Turcești       |                                                        |
| Dafni                  |                                                         | Facultatea de Educație Fizică și Științe ale Sportului |

## Absolvenți notabili
De-a lungul istoriei sale, un număr considerabil de absolvenți ai Universității din Atena s-au remarcat în domenii variate, atât academice, cât și sociale. Mai mult decât atât, 2 câștigători ai premiului Nobel au studiat sau predat la Atena, obținând premii în domeniul literaturii.

### Politicieni
Cincisprezece prim-miniștri ai Greciei și trei președinți ai Greciei (Konstantinos Karamanlis a îndeplinit ambele funcții) au studiat la Universitatea din Atena.

#### Prim-miniștri ai Greciei
- Charilaos Trikoupis, Eleftherios Venizelos, Georgios Papandreou, Andreas Papandreou, Konstantinos Karamanlis, Karolos Papoulias și, mai recent, primul ministru interimar, Vassiliki Thanou-Christophilou.

#### Monarhi
- Constantin II-lea, ultimul rege al Greciei

#### Președinți ai Ciprului
- Arhiepiscopul Macarie al III-lea, primul președinte al Ciprului (1960-1977)
- Nikos Anastasiades, președinte al Ciprului (2013-2023)

#### Alții
- Fofi Gennimata (1964/2012), președinta PASOK

### Oameni de știință
- Gherasim Danilatos, fizician, inventator al ESEM
- Sophia Frangou, psihiatru
- John P. A. Ioannidis (DSc, 1996 și MD 1990), profesor universitar și cercetător în domeniul medical[18]
- Fotis Kafatos, biolog
- Michael N. Katehakis, cercetător în matematici aplicate și cercetări operaționale
- Nikos Logothetis, neurolog
- Evangelos Moudrianakis, biolog
- Dimitri Nanopoulos, fizician
- Costas Soukoulis, fizician
- Georgios Papanikolaou, medic, inventatorul testului Papanicolau
- Panayotis Varotsos, fizician
- Dimitrios Trichopoulos, medic epidemiolog

### Scriitori și filozofi
- Giorgos Seferis, laureat al premiului Nobel (1963), poet[19]
- Odysseas Elytis, laureat al premiului Nobel (1979), poet[20]
- Cornelius Castoriadis
- Nikos Kazantzakis
- Emmanuel Kriaras
- Helene Ahrweiler
- Christos Kalpakidis
- Dimitra Fimi

### Teologi
- Nectarie din Eghina (1846-1920), episcop în Libia, apoi director de școală în Atena
- Demetrios Trakatellis (n. 1928), arhiepiscopul Arhieparhiei Ortodoxe Grecești din America⁠(en)[traduceți]
- Anastasios Yannoulatos (n. 1929), întâistătătorul Bisericii Ortodoxe Albaneze
- Ioannis Zizioulas (1931-2023), teolog, mitropolit de Pergamon
- Ieronim al II-lea al Atenei (n. 1938), arhiepiscopul Atenei și a Toată Grecia

### Alții
- Apostolos Santas
- George Lucas Adamopoulos, fondatorul singurei școli din Filipine fondate de greci, Universitatea Adamson din Manila
- Panagiotis Pikrammenos, judecător și prim-ministru interimar

## Legături externe
- el  en  Official website
- en  Hellenic Quality Assurance and Accreditation Agency (HQAA)
- el  National and Kapodistrian University of Athens Internal Quality Assurance Unit